# Garbiñe Muguruza
Garbiñe Muguruza Blanco (Guatire, Miranda, 8 de octubre de 1993) es una extenista hispanovenezolana. Representó a España en el circuito de la WTA, a su equipo nacional en Copa Federación, y a nivel olímpico, en Río 2016 y Tokio 2020.
Sus logros más destacados en individuales fueron dos campeonatos de Grand Slam (Roland Garros 2016 y Wimbledon 2017), dos subcampeonatos (Wimbledon 2015 y Abierto de Australia 2020), el título de maestra del WTA Finals 2021, además de otros siete torneos de la WTA. En 2017 alcanzó el número 1 mundial, fue nombrada «Jugadora del Año» en los Premios WTA e ITF, y nominada a «Deportista del Año» en los Premios Laureus. En 2024, con 30 años, anunció su retirada del tenis tras 12 años de carrera profesional.
Ese mismo año comenzó una nueva etapa como Embajadora de los Premios Laureus.

## Biografía
Garbiñe Muguruza Blanco es hija del español José Antonio Muguruza, nacido en Azcoitia (Guipúzcoa), y de la venezolana Scarlet Blanco, nacida en la ciudad de Caracas. Tiene dos hermanos mayores, Asier Muguruza e Igor Muguruza, también exjugadores profesionales de tenis. 
Tras emigrar su padre a Venezuela en 1978 conoció a Scarlet Blanco. Su hija pequeña Garbiñe nació en la capital venezolana, en Caracas, el 8 de octubre de 1993, pero pronto se trasladó a Guatire, en el estado de Miranda, donde empezó a jugar al tenis a los tres años en compañía de sus hermanos Asier e Igor en el Club de Tenis Mampote, ubicado en Guarenas. Cuando cumplió seis años se trasladó a Barcelona (España), donde se formó en la Bruguera Tennis Academy, del tenista Sergi Bruguera. Desde noviembre de 2015 hasta julio de 2019 su entrenador fue el francés Sam Sumyk. A partir del 2020 la extenista Conchita Martínez asumió el cargo de entrenadora. 
Está representada por la agencia IMG y sus principales patrocinadores son Adidas, Babolat, Rolex, Caser y BBVA, convirtiéndose en la primera mujer embajadora de este banco a nivel mundial. Desde el mes de mayo de 2016 su residencia está en Ginebra (Suiza).

## Trayectoria

### 2012: aparición en la WTA
En su primera aparición en el torneo WTA ganó a la entonces campeona con el número 2, Vera Zvonariova, para después ganar a Flavia Pennetta antes de perder con la que sería finalista, Agnieszka Radwańska sin ganar ningún set. El 22 de julio de 2012 pierde la final del torneo ITF de Bucarest frente a la tenista española María Teresa Torró Flor.
Durante el resto de la temporada ganó un torneo de la ITF en Estados Unidos a la local Grace Min por  6-0 y 6-1.

### 2013: primer título WTA y lesión en el brazo.
Inicia la temporada de 2013 ganando su primer título WTA en dobles con Tita Torró en el Torneo de Hobart ante Timea Babos y Mandy Minella por 6-3 y 7-6(5).
En el Masters de Indian Wells, Muguruza pasó dos rondas de clasificación y llegó a la cuarta ronda del cuadro principal, donde cayó contra Angelique Kerber. Después, fue galardonada con una invitación (wildcard) al cuadro principal del Premier Mandatory de Miami por segundo año consecutivo, en el que avanzó a la cuarta ronda, registrando victorias sobre Kateřina Siniaková, Anastasia Pavliuchénkova, cabeza de serie 23, y la cabeza de serie N.º 9, Caroline Wozniacki en el camino antes de perder contra la cabeza de serie N.º 5, la china Li Na.
Su gran temporada se suspendió en verano, al sufrir una lesión en el brazo que le hizo pasar por la piscina y estar de baja seis meses, para ya reaparecer la temporada siguiente.

### 2014: título WTA 250 y decisión de jugar con España
El 11 de enero de 2014 logró su primer título del circuito WTA al derrotar a la checa Klara Zakopalová en la final de Hobart por un claro 6-4 y 6-0. De esta forma, el retorno de Muguruza al circuito tras seis meses de baja por una lesión en uno de sus tobillos vino acompañado de un título. Anteriormente, en su reaparición en Auckland sólo pudo frenarla Venus Williams en cuartos de final. La tenista declaró entonces que no esperaba ganar tantos partidos. Con la victoria, Garbiñe Muguruza se situó entre las 50 mejores de la clasificación mundial. Más tarde diría: “Esto es increíble. Un trofeo por todo el esfuerzo que he hecho”, dijo en Hobart. En el Abierto de Australia, Muguruza superó un set en contra para derrotar a la décima cabeza de serie Caroline Wozniacki en tres mangas, llegando por primera vez a la cuarta ronda en la que perdió en dos sets ante la quinta cabeza de serie, Agnieszka Radwanska. En dobles, junto con Arantxa Parra Santonja llegó a la segunda ronda del torneo, en la que perdieron ante Raquel Kops-Jones y Abigail Spears.
Tras una derrota en dos sets ante Kimiko Date-Krumm en la primera ronda del 2014 PTT Pattaya Open, Muguruza alcanzó su segunda final del año en individuales en la Copa de Tenis de Brasil 2014, en Florianópolis, perdiendo en dos sets ante Klara Zakopalova (quien se tomó la revancha), a pesar de haber ganado el primer set e ir 5-2 en el segundo parcial. Muguruza perdió luego en la segunda ronda del Masters de Indian Wells 2014 y 2014 Sony Open Tennis, pero llegó a los cuartos de final en dobles, donde ella y su pareja, Carla Suárez perdieron en tres sets ante las octavas cabezas de serie, Raquel Kops-Jones y Abigail Spears.
Muguruza se recuperó de su primera derrota en primera ronda en el Abierto de Monterrey 2014 al alcanzar las semifinales del 2014 Gran Premio SAR La Princesse Lalla Meryem, donde perdió en dos sets ante la futura ganadora del título, su compatriota María Teresa Torró Flor. Sin embargo, ella y Romina Oprandi lograron ganar el dobles en tres sets al derrotar a Katarzyna Piter y Maryna Zanevska en la final. En el 2014 Mutua Madrid Open, en su propio país, Muguruza perdió en segunda ronda ante la excampeona del US Open, Samantha Stosur, pero llegó a la final de dobles junto a Carla Suárez, donde perdieron en dos sets ante las segundas cabezas de serie, las italianas Sara Errani y Roberta Vinci. Luego sufrió una derrota en segunda ronda ante Francesca Schiavone en el 2014 Internazionali BNL d'Italia.

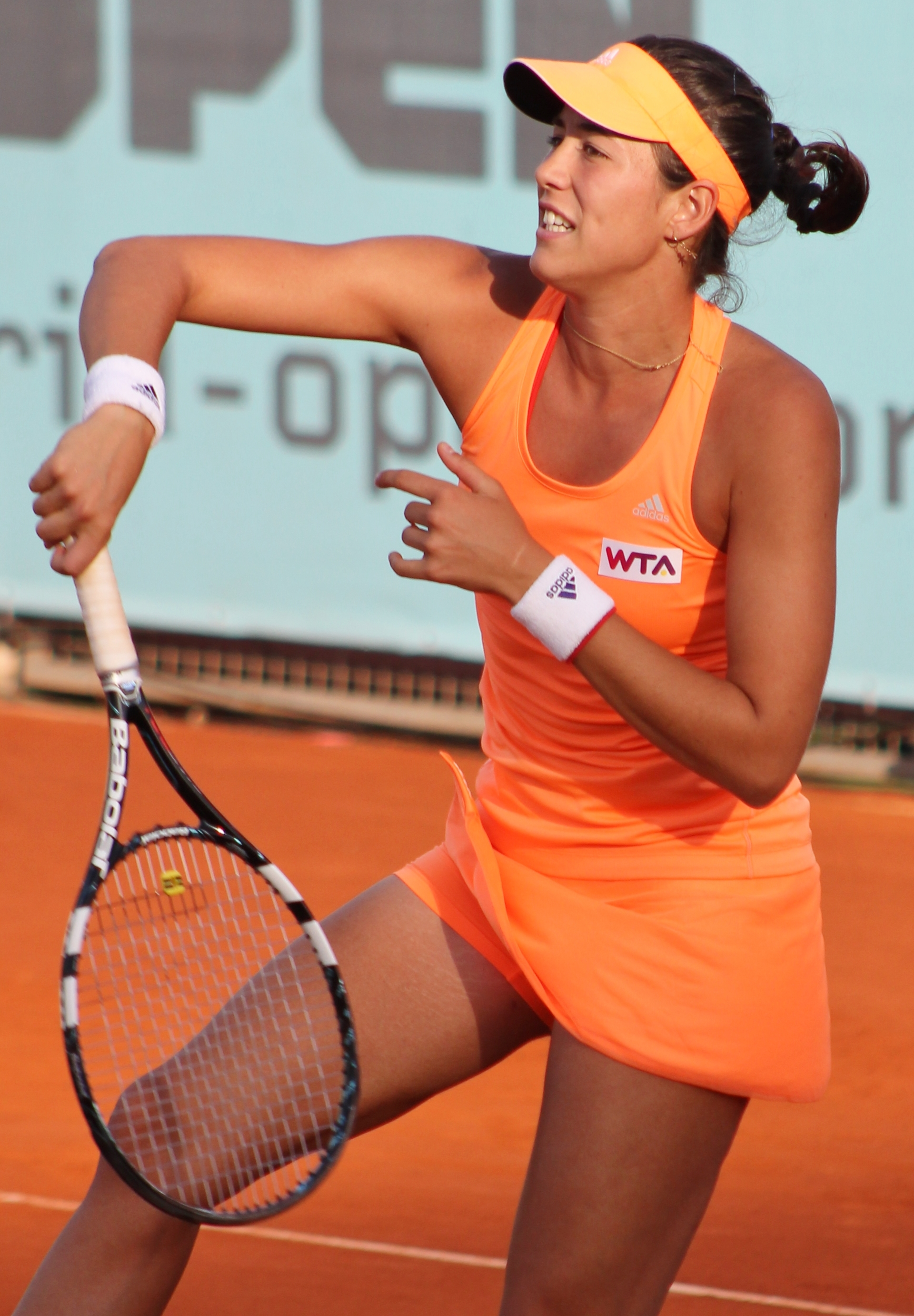
Muguruza en el Masters de Madrid 2014, donde junto con Carla Suárez consiguió llegar a la final del cuadro de dobles.

En el torneo de Roland Garros venció en segunda ronda a la número uno del mundo y defensora del título Serena Williams por un claro 6-2 y 6-2 en una hora y cuatro minutos, consiguiendo acceder por primera vez a la tercera ronda del torneo parisino. Luego derrotó a la francesa Pauline Parmentier y llegó a cuartos de final para enfrentarse a la rusa y posterior campeona María Sharápova, con la que perdió por 1-6, 7-5 y 6-1. Muguruza también alcanzó las semifinales del dobles con Carla Suárez, donde la pareja perdió en tres sets ante las primeras cabezas de serie y futuras campeonas Peng Shuai y Su-Wei Hsieh. Como resultado de sus buenas actuaciones en el torneo, Muguruza logró ascender considerablemente en ambas clasificaciones, situándose la n.º 27 en individuales y la n.º 36 del mundo en dobles.
Muguruza comenzó su temporada de hierba en el Torneo de 's-Hertogenbosch 2014, donde alcanzó los cuartos de final antes de caer ante la estadounidense Coco Vandeweghe en dos sets, tras llevar un 5-2 a favor en el primero. En el Campeonato de Wimbledon, Muguruza fue la vigesimoséptima cabeza de serie, pero fue derrotada de nuevo por Vandeweghe en primera ronda en tres sets. En el cuadro de dobles, con Carla Suárez, Muguruza y su pareja derrotaron a Ajla Tomljanović y Christina McHaley a Monica Niculescu y Klara Koukalová para llegar a la tercera ronda, en la que perdieron en dos sets ante Andrea Petkovic y Magdalena Rybarikova.
Muguruza comenzó la temporada de pista dura de América del Norte en el Torneo de Stanford 2014, en el que derrotó en tres sets a la sexta cabeza de serie y campeona defensora Dominika Cibulkova y a la eslovaca Daniela Hantuchova para llegar a los cuartos de final, donde perdió en dos sets ante la tercera cabeza de serie, Angelique Kerber. Jugó el dobles de nuevo con Suárez, y la pareja derrotó a Eva Hrdinová y Andreja Klepac; Caroline Garcia y Zhang Shuai y las segundas cabezas de serie, Anastasia Rodiónova y Ala Kudriávtseva para llegar a la final, en la que derrotaron a Paula Kania y Kateřina Siniaková en tres sets. En la 2014 Rogers Cup, a la semana siguiente, Muguruza superó en primera ronda a la canadiense Stéphanie Dubois, procedente de la fase previa, antes de caer en tres sets ante la cuarta cabeza de serie, la rusa María Sharápova. En dobles, Muguruza y Carla Suárez alcanzaron la segunda ronda, en la que perdieron ante las segundas cabezas de serie, Su-Wei Hsieh y Peng Shuai. En el Masters de Cincinnati, Muguruza perdió en primera ronda ante la promesa Annika Beck, pero alcanzó los cuartos de final en dobles, donde ella y Carla Suárez perdieron frente a Kimiko Date-Krumm y Andrea Hlavackova en dos sets.
En el Connecticut Open 2014, Muguruza ganó a la italiana  Sara Errani y a la china Peng Shuai para llegar a los cuartos de final, donde perdió en tres sets ante la cabeza de serie italiana, Camila Giorgi. Ella y Suárez también perdieron ante Marina Erakovic y Arantxa Parra Santonja en la primera ronda del dobles. Su siguiente torneo fue el Abierto de Estados Unidos, en el que compitió como vigésimo quinta favorita. Sin embargo, fue derrotada sorprendentemente en primera ronda ante Mirjana Lucic-Baroni, procedente de la fase previa, en dos sets. Con Carla Suárez llegó a la tercera ronda del dobles, derrotando a Alizé Cornet y Kirsten Flipkens y después a Marina Erakovic y Arantxa Parra Santonja antes de caer ante las hermanas Williams.

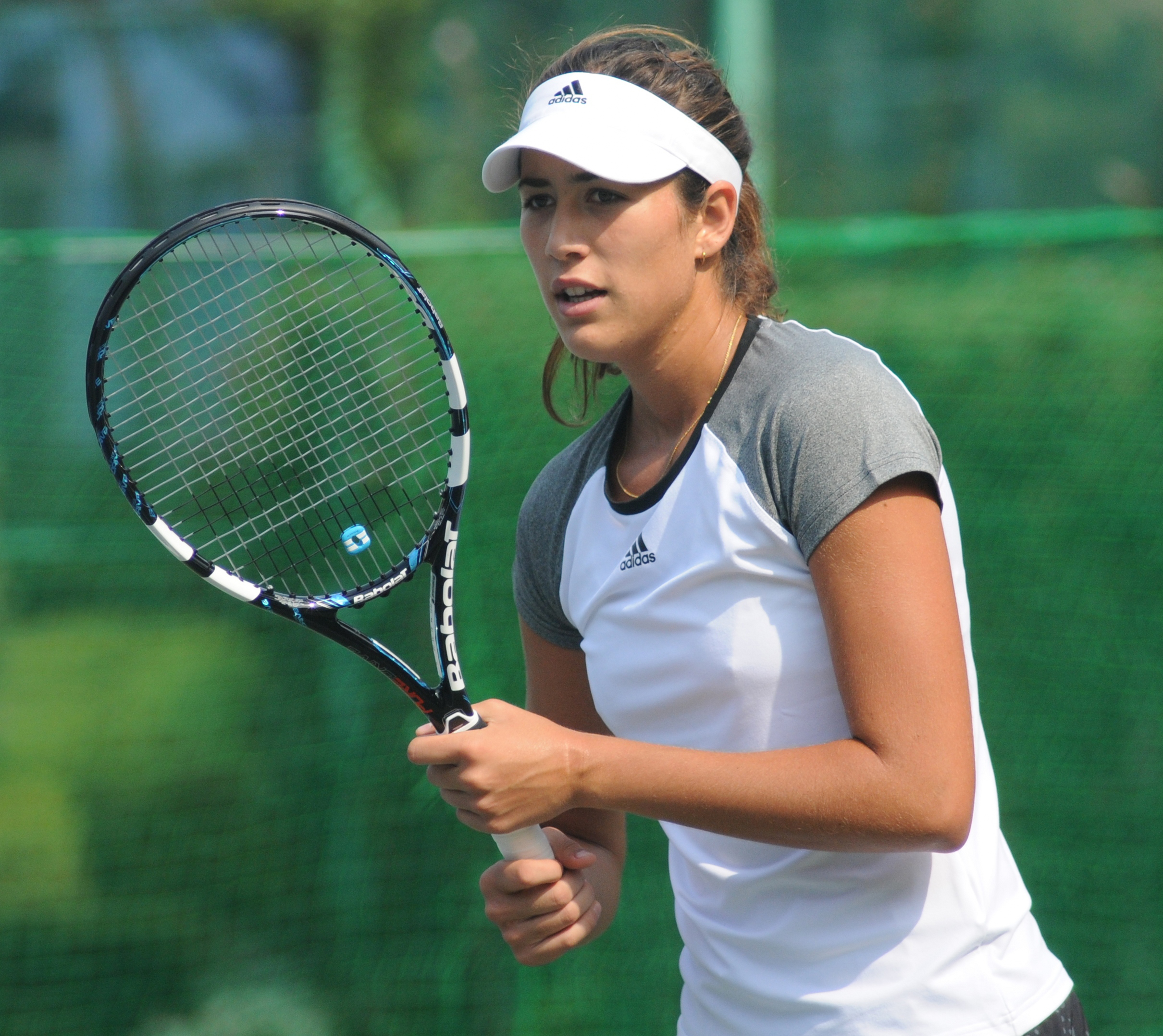
Muguruza durante un entrenamiento en 2014.

Garbiñe comenzó la gira asiática al competir en el Toray Pan Pacific 2014, donde derrotó a Anastasia Pavliuchénkova, a la cuarta cabeza de serie Jelena Jankovic y a Casey Dellacqua en el camino a las semifinales, donde cayó en tres sets ante la segunda cabeza de serie y futura subcampeona, Caroline Wozniacki. Muguruza también llegó a la final de dobles junto a Carla Suárez, derrotando a Pavliuchénkova y Lucie Šafářová, a Jarmila Gajdošová y Arina Rodiónova y a Raquel Kops-Jones y Abigail Spears en el camino antes de perder ante las cabezas de serie Cara Black y Sania Mirza en dos sets. Su siguiente participación fue en la edición inaugural de la Wuhan Open, donde llegó a la tercera ronda de individuales derrotando a María Teresa Torró Flor y a la n.º 2 del mundo Simona Halep, y a la segunda ronda de los dobles con Carla Suárez tras derrotar a Torró Flor y Silvia Soler Espinosa en primera ronda, pero fue finalmente obligada a retirarse del torneo debido a una gastroenteritis. En la siguiente semana, en el Abierto de China, Muguruza sufrió una derrota en tres sets en primera ronda ante Yekaterina Makárova, pero alcanzó los cuartos de final del dobles con Carla Suárez.
El último torneo del año de Muguruza fue el WTA Tournament of Champions de Sofía, Bulgaria. A pesar de quedar invicta en la fase de todos contra todos con victorias sobre la cabeza de serie Yekaterina Makárova, la tercera preclasificada Flavia Pennetta y la sexta favorita Alizé Cornet, Muguruza cayó en dos sets ante la futura campeona, Andrea Petkovic en las semifinales, terminando el año en el mejor puesto de su carrera hasta entonces, el n.º 21 en individuales y el n.º 16 en dobles.
El 17 de octubre de 2014 antes de acabar su temporada, eligió competir con nacionalidad española. Esta necesidad vino determinada, por el requisito exigido por la Federación Internacional de decidirse con anterioridad al 7 de noviembre, por uno de los dos países para disputar la Copa Federación, como paso previo para participar en los Juegos Olímpicos de Río de Janeiro de 2016.

### 2015: finalista de Wimbledon
El primer evento del año de Garbiñe Muguruza iba a ser el Brisbane International 2015, pero se vio obligada a retirarse del evento debido a una lesión de tobillo. A la semana siguiente, Muguruza decidió no defender su título en el Torneo de Hobart y compitió en el Apia International de Sídney en cambio, donde alcanzó los cuartos de final, derrotando a Agnieszka Radwańska por primera vez en su carrera en el camino a dicha ronda. En el Abierto de Australia, avanzó de nuevo a la cuarta ronda por segundo año consecutivo, con triunfos sobre Marina Erakovic, Daniela Hantuchova y Timea Bacsinszky antes de caer ante la eventual campeona, Serena Williams, que tomó revancha de Roland Garros 2014.

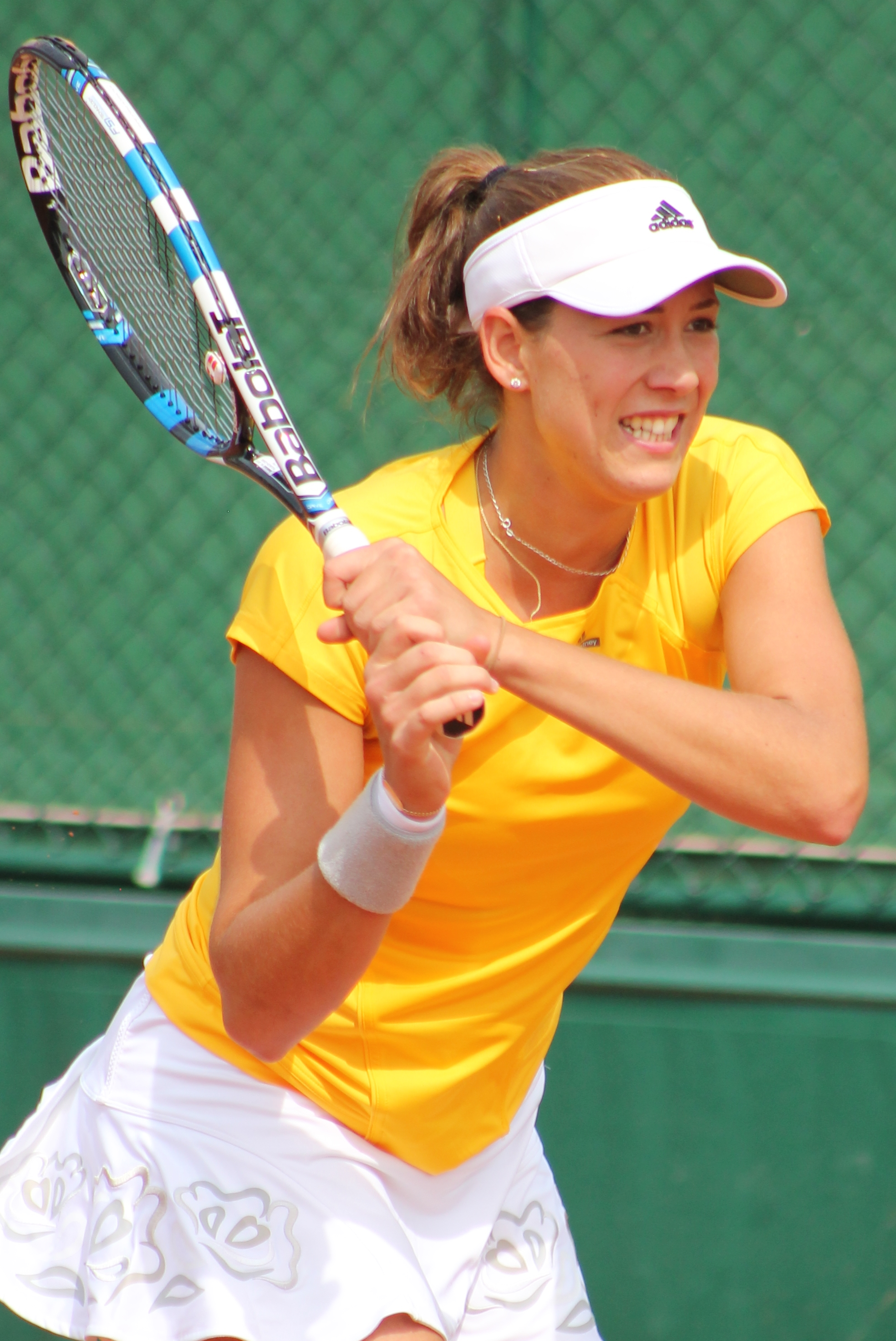
Muguruza durante el Torneo de Roland Garros 2015.

Muguruza ganó sus dos individuales en su estreno en la Fed Cup con el Equipo de Fed Cup de España, derrotando a Irina-Camelia Begu y a la N.º 3 del mundo Simona Halep. Sin embargo, España perdió el empate 3-2 después de que Muguruza y su compatriota, Anabel Medina Garrigues perdieran el partido de dobles decisivo ante Monica Niculescu e Irina Begu. En el Campeonato de Tenis de Dubái, Muguruza alcanzó su primera semifinal en un torneo WTA Premier 5 en sencillos, derrotando a la calificada Jarmila Gajdošová, a la duodécimo cabeza de serie Jelena Jankovic, a la quinta preclasificada Agnieszka Radwańska y a la decimotercera sembrada y compañera de dobles Carla Suárez, antes de caer ante la séptima favorita y eventual subcampeona, Karolína Plíšková en tres sets. También llegó a la final de los dobles con Carla Suárez. A la semana siguiente, Muguruza se retiró de su partido de primera ronda contra Carla Suárez en el Torneo de Doha 2015, mientras perdía por 6-5 en el primer set.
En marzo, Muguruza perdió ante Pliskova en la tercera ronda del BNP Paribas Open después de una victoria redonda (doble 6-0) sobre la wild card (comodín) estadounidense Irina Falconi. A pesar de esto, ella se levantó para batir su mejor marca del mundo en individuales, al ser la N.º 19 después del evento. Luego compitió en el Sonny Ericsson Open que tantos buenos recuerdos le trae. Llegó a la tercera ronda del Abierto de Miami después de derrotar a Sesil Karatantcheva, pero perdió ante la undécima cabeza de serie Sara Errani después de ganar el primer set.
Muguruza comenzó la temporada de tierra batida al llegar a la segunda ronda del Porsche Tennis Grand Prix, donde cayó en tres sets ante la segunda jugadora del mundo, la rumana Simona Halep. Ella aceptó una wild-card en el Torneo de Marruecos, donde llegaba como primera cabeza de serie y máxima favorita al título. Tras ganar en primera ronda a la rusa Daria Kasatkina, también un comodín, cayó en la segunda ante la francesa Kristina Mladenovic en dos tie-breaks. Luego jugó el torneo de su casa, el Mutua Madrid Open. Barrió en primera ronda a su compatriota Tita Torró por un doble 6-1, aunque como el año anterior, no pudo pasar de la segunda ronda del único torneo español tras perder ante la rusa Svetlana Kuznetsova por 3-6, 7-5 y 5-7. En el cuadro de dobles de nuevo con Carla Suárez (donde defendían la final), derrotaron en segunda ronda a Anna-Lena Grönefeld y Aleksandra Panova por un doble 6-2. Ya en cuartos de final vencieron a la pareja formada por la española Lara Arruabarrena y la rumana Irina-Camelia Begu por un doble 6-2. En semifinales vencieron en un gran partido a Kristina Mladenovic y Karolína Plíšková por 6-1, 3-6 y 10-7, volviendo así a la final de dobles del único torneo español, como el año pasado. En la final de nuevo se quedaron a las puertas del título tras caer ante la pareja formada por Casey Dellacqua y Yaroslava Shvédova por parciales de 6-3, 6-7(4) y 10-5 tras más de dos horas. Dos días después, Garbiñe se bajó tanto del cuadro de individuales como del de dobles del torneo de Roma debido a unos problemas físicos en su muslo izquierdo.
El 9 de julio, llegó a la final de Wimbledon ganando en semifinales a Agnieszka Radwańska, cabeza de serie N.º 13. Previamente, Garbiñe ganó a Varvara Lepchenko, Mirjana Lucic, Angelique Kerber, cabeza de serie N.º 10, Caroline Wozniacki, cabeza de serie N.º 5 y Timea Bacsinszky, cabeza de serie N.º 15. En la final, se enfrenta a la número 1 mundial, Serena Williams, contra quien, a pesar de ponerse por delante en el primer set y remontar en el segundo set un 5-1 adverso hasta 5-4, perdió la final con un resultado de 6-4, 6-4.

### 2016: campeona de Roland Garros

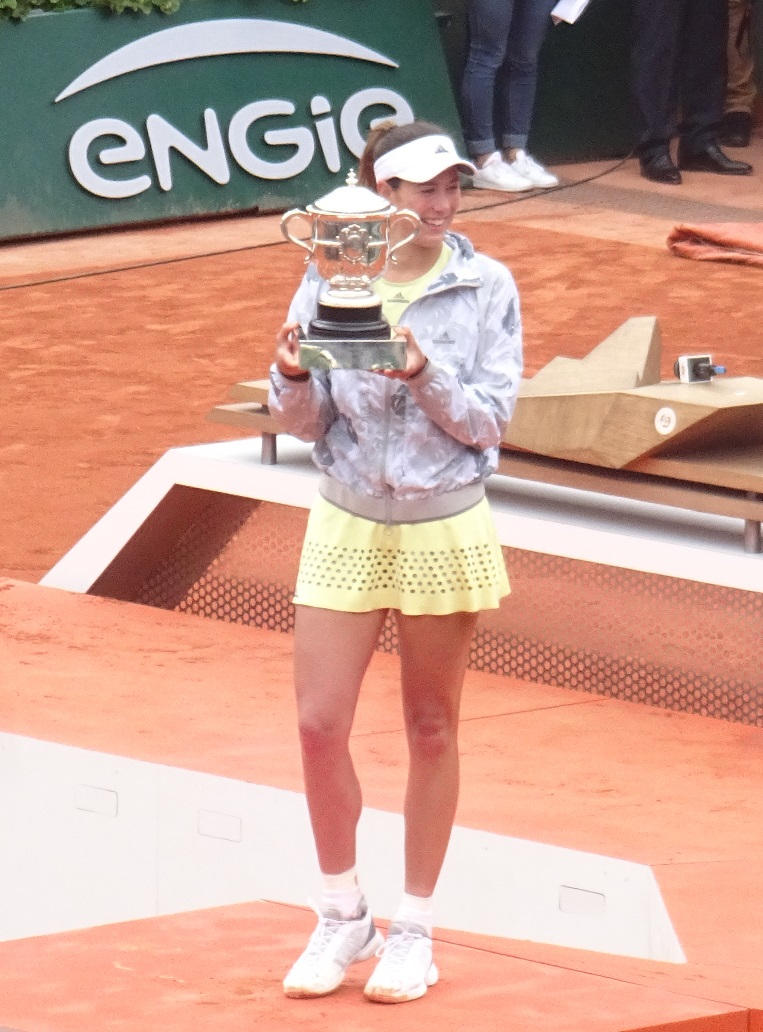
Muguruza con el trofeo de Roland Garros 2016.

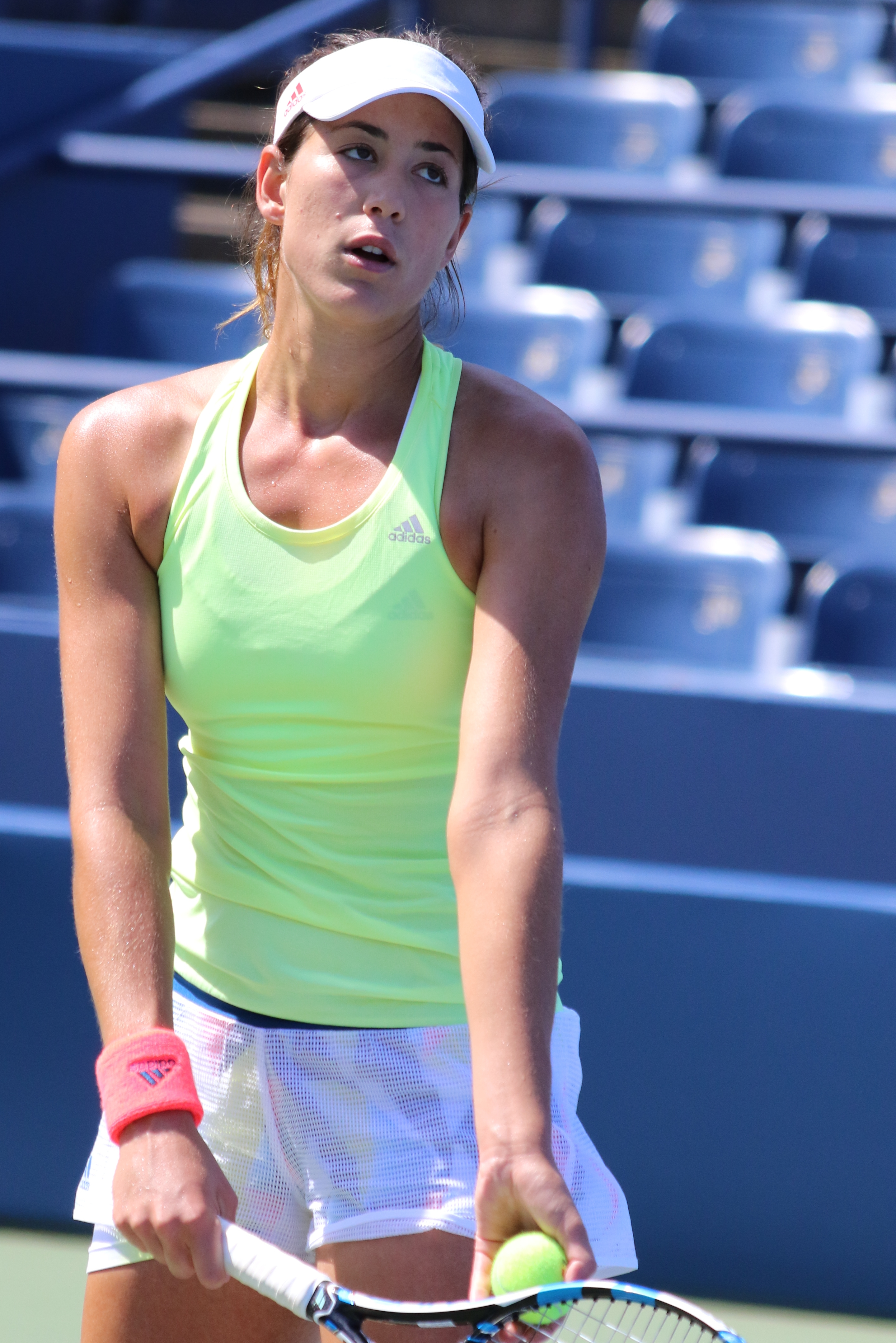
Garbiñe Muguruza en el US Open de 2016.

En el Abierto de Australia, Garbiñe derrotó a Anett Kontaveit en primera ronda por 6-4, 6-0 y a la belga Kirsten Flipkens en segunda ronda por 6-4, 6-2. Finalmente, perdió en tercera ronda ante la checa Barbora Strýcová por 3-6, 2-6.
El 4 de junio, la tenista española se proclamó campeona de Roland Garros, primer Grand Slam de su carrera, tras vencer en la final 7-5 y 6-4 a Serena Williams, número uno del mundo, situándose segunda en el ranking mundial de la WTA. Se convirtió en la primera española en ganar en París tras 18 años, desde que lo hiciese Arantxa Sánchez Vicario.
En Wimbledon Muguruza cae en segunda ronda frente a Jana Čepelová por 2-6, 3-6.
En el Abierto de los Estados Unidos, la española cae en segunda ronda frente a Anastasija Sevastova por 5-7, 4-6.

### 2017: ganadora de Wimbledon su segundo Grand Slam
La temporada de Muguruza empezó en el Torneo de Brisbane, siendo la cabeza de serie número 4. Avanzó hasta las semifinales de aquel campeonato después de vencer en tres sets a Samantha Stosur y a Daria Kasátkina en primera y segunda ronda, respectivamente, y en dos sets a Svetlana Kuznetsova en cuartos de final. En su último partido en Brisbane, en semifinales, se retiró en el primer set ante Alizé Cornet a causa de una lesión. En el Abierto de Australia, Garbiñe superó a Marina Erakovic, Samantha Crawford, Anastasija Sevastova y Sorana Cîrstea en el camino que le condujo por vez primera a los cuartos de final del torneo australiano, fue entonces cuando perdió por dos sets ante Coco Vandeweghe.
Tratando de priorizar Wimbledon, Muguruza echó andar su temporada sobre hierba en Birmingham donde batió a Yelizaveta Kulichkova, Alison Riske y Coco Vandeweghe antes de perder en semifinales frente a Ashleigh Barty, tenista que, a la postre, fue subcampeona del certamen. En su segundo torneo preparatorio en Eastbourne cayó a las primeras de cambio a manos de Barbora Strýcová.
Como 14.ª cabeza de serie, Garbiñe llegó a Wimbledon. Venció ante Yekaterina Aleksándrova, Yanina Wickmayer y Sorana Cîrstea en dos sets. En cuarta ronda se vio las caras ante la subcampeona de la edición pasada, Angelique Kerber jugadora a la que Muguruza derrotó en tres sets. Ni la séptima cabeza de serie, Svetlana Kuznetsova, ni la 87.ª en el ranking WTA, Magdaléna Rybáriková, impidieron que Garbiñe disputara su segunda final en Wimbledon en tres años. La cinco veces ganadora de torneo Venus Williams sucumbió al juego de Garbiñe en dos sets (7-5, 6-0). Se convirtió en la primera española en ganar en Londres tras 23 años, desde que lo hiciese su entrenadora en este campeonato, Conchita Martínez.
Tras Wimbledon, llega la gira americana donde Garbiñe juega a un grandísimo nivel. Consigue hacer semifinales en Stanford cayendo ante Madison Keys, cuartos en Toronto donde es batida por Elina Svitólina y gana en un partidazo en la final del Masters de Cincinnati 2017 a Simona Halep, que se jugaba el número 1 del ranking WTA, habiendo ganado en las semifinales a la número 1, Karolína Plíšková, y en la final, a la finalista de Roland Garros por 6-1, 6-0. Tras coronarse en el Masters de Cincinnati, supera en el ranking a Elina Svitólina y alcanza el número 3 tras Pliskova y Halep.
En el Abierto de Estados Unidos 2017, pese a perder en cuarta ronda con Petra Kvitova por 7-6 y 6-4, logra acumular 6.030 puntos asegurándose el primer puesto del ranking WTA, al que accede el lunes 11 de septiembre simultáneamente junto a Rafael Nadal en el ranking ATP. Un hito histórico para el deporte español que solo tenistas de Estados Unidos y Alemania lo han conseguido antes.
Garbiñe se convierte en la quinta tenista española en liderar los rankings y la segunda mujer detrás de Arantxa Sánchez Vicario, que ascendió a lo más alto del circuito por primera vez el 6 de febrero de 1995.

### 2018: ganadora del Abierto de Monterrey y semifinalista de Roland Garros
Empieza la temporada retirándose del Torneo de Brisbane cuando iba ganando el tercer set ante Aleksandra Krunić 7-5, 6-7, 2-1. Hace cuartos de final en el Torneo de Sídney donde se tiene nuevamente que retirar por lesión. 
En el Abierto de Australia cae en segunda ronda 6-7, 4-6 ante Su-Wei Hsieh tras ganar la primera a Jessika Ponchet. 
Es finalista del Torneo de Doha perdiendo la final ante Petra Kvitová 3-6, 6-3, 6-4. En las rondas anteriores venció ante Yingying Duan, Sorana Cîrstea, Caroline Garcia y Simona Halep que se retiró por lesión antes de disputar la semifinal. 
Hace semifinales en el Torneo de Dubái perdiendo contra la rusa Daria Kasátkina 3-6, 7-6, 6-1. En el Masters de Indian Wells cae en primer ronda frente a la local Sachia Vickery. Mientras que en el Masters de Miami en octava finalista perdiendo contra Sloane Stephens 3-6, 4-6. 
Garbiñe gana el Abierto de Monterrey venciendo en la final a Tímea Babos 3-6, 6-4, 3-6 consiguiendo así su segundo título WTA 250. En las rondas previas gana a Renata Zarazúa, Alison Riske, Ajla Tomljanović y Ana Bogdan. 
En el Mutua Madrid pierde en octavos de final contra Daria Kasátkina 2-6, 6-4, 3-6 y en el Masters de Roma pierde su primer partido frente Daria Gavrilova. 
Es semifinalista de Roland Garros perdiendo 6-1, 6-4 contra Simona Halep. En las ronda anteriores vence a Svetlana Kuznetsova 7-6, 6-2; a Fiona Ferro 6-4, 6-3; a Samantha Stosur 6-0, 6-2; en cuartos de final su oponente Lesia Tsurenko se retira y en octavos de final gana a María Sharápova 6-2, 6-1. 
En Wimbledon cae en segunda ronda ante la belga Alison van Uytvanck 7-5, 2-6, 1-6 tras vencer en la primera a Naomi Broady 6-2, 7-5. 
En el Abierto de Estados Unidos vuelve a perder en segunda ronda en el partido que se enfrentaba con la checa Karolína Muchová 6-3, 4-6, 4-6 tras ganar en primera ronda a la china Zhang Shuai 6-3, 6-0. 
Es semifinalista del Abierto de Hong Kong tras ganar en las primeras rondas a Sara Sorribes, Ana Bogdan y Luksika Kumkhum. La semifinal la pierde contra la china Wang Qiang 6-7, 6-4, 7-5. También hace semifinal del Elite Trophy donde  vuelve a perder contra Wang Qiang 2-6, 0-6. 

### 2019: revalidación del Abierto de Monterrey
Empieza la nueva temporada ganando su primer partido del Torneo de Sídney ante su compatriota Carla Suárez 3-6, 4-6 pero se tiene que retirar antes de disputar el siguiente ante Kiki Bertens. 
En el Abierto de Australia gana las tres primeras rondas a Zheng Saisai 2-6, 3-6; a Johanna Konta 4-6, 7-6, 5-7 y a Timea Bacsinszky 6-7, 2-6; pierde en cuarta ronda ante la checa Karolína Plíšková 3-6, 1-6. 
En el Torneo de Dubái hace octavos de final perdiendo ante la ucraniana Elina Svitólina. En el Masters de Indian Wells pierde en cuartos de final frente a la canadiense Bianca Andreescu 0-6, 1-6.  En el Masters de Miami pierde su primer partido frente la rumana Monica Niculescu. 
En el Abierto de Monterrey consigue revalidar el título ganado el año anterior. Se enfrenta en las primeras rondas a Elena-Gabriela Ruse, Margarita Gasparián, Kristina Mladenovic y Magdaléna Rybáriková. En la final vence la bielorrusa Victoria Azárenka tras retirarse esta lesionada cuando el marcador estaba 1-6, 1-3 a favor de la española. 
Pierde su primer partido de Abierto de Madrid frente a la croata Petra Martić 7-5, 7-6. En el Masters de Roma llega a octavos de final donde se retira por lesión del partido que la enfrenta a Victoria Azárenka cuando el marcador estaba 6-4, 3-1 a favor de la bielorrusa. 
En Roland Garros gana en primera ronda a Taylor Townsend 5-7, 6-2, 6-2; en segunda ronda a Johanna Larsson 6-4, 6-1; en tercera ronda a Elina Svitólina 6-3, 6-3 y pierde en cuarta ronda ante Sloane Stephens 6-4, 6-3. 
En Wimbledon cae en primera ronda frente a la brasileña Beatriz Haddad Maia 6-4, 6-4. En el Abierto de Estados Unidos vuelve a perder en primera ronda frente a la local Alison Riske 2-6, 6-1, 6-3. 
Es semifinalista del Abierto de Shenzhen donde pierde contra la rusa Yekaterina Aleksándrova 4-6, 3-6. 

### 2020: finalista del Abierto de Australia y pandemia
Empieza la temporada alcanzando los cuartos de final el Torneo de Hobart donde se retira antes de enfrentarse a Veronika Kudermétova.
Muguruza es finalista del Abierto de Australia por primera vez en su carrera. Pasa de rondas ganando a Ajla Tomljanović 6-3, 3-6, 6-3; a Elina Svitólina 1-6, 2-6; a Kiki Bertens 6-3, 6-3 en cuarta ronda; en cuartos de final a Anastasía Pavliuchénkova 7-5, 6-3 y en la semifinal 6-7, 5-7 a Simona Halep. Pierde la final ante la estadounidense Sofia Kenin 4-6, 6-2, 6-2. 
Hace cuartos de final en el Torneo de Dubái perdiendo contra Jennifer Brady y llega hasta la misma ronda en el Torneo de Doha donde pierde contra Ashleigh Barty. 
Debido a la pandemia mundial del Covid-19 las competiciones no se reanudan hasta el mes de septiembre con el Abierto de Estados Unidos, donde pierde en segunda ronda contra Tsvetana Pironkova 7-5, 6-3. En primera ronda vence a Nao Hibino 4-6, 4-6. 
Es semifinalista de Masters de Roma, venciendo en las dos primeras ronda a Sloane Stephens 6-3, 6-3 y a Coco Gauff 7-6, 3-6, 6-3. En octavos de final gana a la británica Johanna Konta 6-4, 6-1 y en cuartos de final a la bielorrusa Victoria Azárenka 6-3, 3-6, 4-6. Pierde la semifinal contra la rumana Simona Halep 6-3, 4-6, 6-4. 
Alcanza la tercera ronda de Rolan Garros, ganando las dos primeras ante Tamara Zidanšek 5-7, 6-4, 6-8 y Kristýna Plíšková 3-6, 2-6. Pierde su último partido ante Danielle Collins 7-5, 2-6, 6-4.

### 2021: ganadora del Torneo de Dubái, del Torneo de Chicago y de las WTA Finals
En el Abierto de Abu Dabi pierde en octavos de final ante la griega Maria Sakkari en el cuadro de individual y en octavos de final en el cuadro de dobles junto a la estadounidense Jennifer Brady. Es finalista del Torneo de Melbourne perdiendo dicha final contra la local Ashleigh Barty 7-6, 6-4. 
En el Abierto de Australia gana la primera ronda a Margarita Gasparián 6-4, 6-0; en segunda ronda a Liudmila Samsónova 6-3, 6-1 y en tercera ronda a Zarina Dias 6-1, 6-1. Pierde en cuarta ronda contra la japonesa Naomi Osaka 6-4, 4-6, 5-7. 
Es finalista del Torneo de Doha ganando perdiendo la final ante Petra Kvitová 2-6, 1-6 tras ganar en las rondas anteriores a Veronika Kudermétova, Aryna Sabalenka, María Sákkari y Victoria Azárenka. 
También hace final en el Torneo de Dubái venciendo en las primeras rondas a Irina-Camelia Begu, Amanda Anisimova, Iga Świątek, Aryna Sabalenka y Elise Mertens. Gana la final 6-7, 3-6 ante la checa Barbora Krejčíková y consigue su tercer WTA 1000. 
En el Masters de Miami pierde en octavos de final contra Bianca Andreescu. En el Torneo de Charleston se retira lesionada del partido de octavos de final frente a Yúliya Putíntseva cuando el marcador estaba 6-0, 2-2 a favor de la española. No consigue recuperarse de la lesión y se tiene que bajar del Abierto de Madrid. 
En el Masters de Roma gana en primera ronda a Patricia Maria Țig y en segunda a Bernarda Pera. Pierde en octavos de final contra Elina Svitólina 4-6, 2-6. Pierde en primera ronda 1-6, 4-6 del Rolan Garros contra la ucraniana Marta Kostiuk. 
En el Torneo de Berlín pierde en cuartos de final contra Alizé Cornet y en la modalidad de dobles hace pareja con Andrea Petković perdiendo en octavos de final contra Jessica Pegula y Asia Muhammad. 
En Wimbledon gana la primera ronda 0-6, 1-6 a la francesa Fiona Ferro, en segunda ronda 1-6, 4-6 a la neerlandesa Lesley Kerkhove y pierde 5-7, 6-3, 6-2 en tercera ronda contra la tunecina Ons Jabeur. 
Participa en los Juegos Olímpico de Tokio en la modalidad individual y de dobles femeninos. A nivel individual es cabeza de serie número 5. Juega su primer partido frente a la rusa Veronika Kudermétova ganando 5-7, 5-7. En segunda ronda se enfrenta a la china Wang Qiang y gana 3-6, 0-6 y en tercera ronda gana 4-6, 1-6 a la belga Alison van Uytvanck. Pierde 7-5, 6-1 en cuartos de final frente a la kazaja Yelena Rybákina.
En dobles femenino participa junto a Carla Suárez. Juegan la primera ronda contra las belgas Elise Mertens y Alison van Uytvanck ganando 6-3, 7-6. En segunda ronda pierden 6-3, 1-6, 9-11 frente a las suizas Belinda Bencic y Viktorija Golubic. 
En el Masters de Canadá pierde su primer partido ante Kateřina Siniaková y en el Masters de Cincinnati pierde en octavos de final contra Barbora Krejčíková. 
En el Abierto de Estados Unidos gana en primera ronda 6-7, 6-7 a Donna Vekić; en segunda ronda 4-6 2-6 a Andrea Petković y en tercera ronda 4-6, 6-3, 2-6 a Victoria Azárenka. Pierde en octavos de final contra Barbora Krejčíková 6-3, 7-6.
Muguruza gana el Torneo de Chicago siendo su primer WTA 500. En su primer partido vence 4-6, 4-6 a Ann Li, en octavos de final su oponente Victoria Azárenka se retira, en cuartos de final gana 3-6, 2-6 a Mai Hontama y en la semifinal Markéta Vondroušová también se retira. En la final gana 6-3, 3-6, 0-6 a la tunecina Ons Jabeur. 
En el Masters de Indian Wells pierde su primer partido frente a la australiana Ajla Tomljanović. 
Para finalizar la temporada gana sus primeras WTA Finals. En la fase de grupos pierde su primer partido 4-6, 6-2, 7-6 frente a Karolína Plíšková, gana el segundo 6-2, 3-6, 4-6 a Barbora Krejčíková y el tercero 6-4, 6-4 a Anett Kontaveit. En semifinales se enfrenta a su compatriota Paula Badosa, siendo la primera vez en la historia que dos españolas se enfrentan en la semifinal de unas WTA Finals. Muguruza gana 3-6, 3-6. En la final se enfrenta nuevamente a Anett Kontaveit ganando 6-3, 7-5. Se convierte en la primera mujer española en conseguir este título y en la tercera española junto con Manolo Orantes y Álex Corretja ganadores de las ATP Finals. 

### 2022: el peor de su carrera
Empieza la nueva temporada perdiendo en cuartos de final del Torneo de Sídney contra Daria Kasátkina. En el Abierto de Australia gana la primera ronda 3-6, 4-6 a Clara Burel y pierde en segunda ronda 6-3, 6-3 contra la francesa Alizé Cornet. 
En el Torneo de Dubái pierde en octavos de final contra Veronika Kudermétova y en el Torneo de Doha en cuartos de final contra Jeļena Ostapenko. 
Pierde su primer partido del Torneo de Indian Wells 0-6, 6-3, 6-1 contra la local Alison Riske y se da de bajo del Masters de Miami. 
En el Abierto de Madrid gana el primer partido frente a Ajla Tomljanović 5-7, 2-6 y pierde el segundo frente Anhelina Kalínina 6-3, 6-0. Siguiendo la temporada de tierra batida pierde su primer partido del Masters de Roma contra Yúliya Putíntseva. 
Participa en el Torneo de Marruecos y pierde en octavos de final contra Martina Trevisan. En Roland Garros vuelve a perder 2-6, 6-3, 6-4 en primera ronda contra Kaia Kanepi.
En el Torneo de Berlín pierde su primer partido indivual contra Andrea Petković. Participa en la modalidad de dobles junto a Ons Jabeur perdiendo el primer partido de octavos de final. En el Torneo de Eastbourne pierde en octavos de final contra Camila Giorgi 5-7, 3-6. En Wimbledon pierde en primera ronda 4-6, 0-6 contra la belga Greet Minnen. 
En el Masters de Canadá gana su primer partido 4-6, 4-6 frente a Kaia Kanepi y pierde el siguiente 6-1, 6-3 contra Belinda Bencic. En el Masters de Cincinnati cae en primera ronda 6-3, 6-1 contra Yelena Rybákina.
En el Abierto de Estados Unidos gana en primera ronda a Clara Tauson 6-3, 7-6, en segunda ronda a Linda Fruhvirtová 6-0, 6-4 y pierde en tercera ronda 7-5, 3-6, 6-7 contra la checa Petra Kvitová. 
En el Torneo de Tokio gana su primer partido a Despina Papamichail y pierde en cuartos de final ante Liudmila Samsónova. En el Torneo de San Diego se retira de su partido ante Zheng Qinwen.  

### 2023: último año en activo
Empieza el año perdiendo en el Torneo Internacional de Adelaida contra Bianca Andreescu. En el Abierto de Australia pierde en primera ronda 6-3, 6-7, 1-6 contra Elise Mertens.
En el Abierto de Lyon pierde su primer partido contra Linda Nosková 6-1, 6-4. Aunque tenía previsto jugar en febrero el Torneo de Abu Dabi cancela su participación.
Desde este momento Garbiñe no vuelve a jugar ningún partido oficial. En julio de este mismo año anuncia que no volverá a jugar en lo que resta de 2023 y que no sabe cuándo lo volverá hacer.

### 2024: anuncio oficial de su retirada y directora de las WTA Finals
Muguruza no disputa ningún partido en este año. En abril de esta año, aprovechando que en la ciudad de Madrid se disputa el Mutua Madrid Open y se entregan los Premios Laureus, en una rueda de prensa anuncia que se retira oficialmente del tenis. 
En junio de este mismo año se anuncia que será la directora de las Finales WTA siendo la primera exjugadora en asumir este papel. 

## Torneos de Grand Slam

### Individual (2)
| Año  | Campeonato    | Oponente en la final | Resultado |
| 2016 | Roland Garros | Serena Williams      | 7-5, 6-4  |
| 2017 | Wimbledon     | Venus Williams       | 7-5, 6-0  |

#### Finalista (2)
| Año  | Campeonato           | Oponente en la final | Resultado     |
| 2015 | Wimbledon            | Serena Williams      | 4-6, 4-6      |
| 2020 | Abierto de Australia | Sofia Kenin          | 6-4, 2-6, 2-6 |

## Títulos WTA (15; 10+5)

### Individual (10)
| Leyenda                                |
| Grand Slam (2)                         |
| Juegos Olímpicos (0)                   |
| WTA Finals (1)                         |
| P. Mandatory & Premier 5, WTA 1000 (3) |
| Premier, WTA 500 (1)                   |
| International, WTA 250 (3)             |

| N.º | Fecha                   | Torneo        | Superficie    | Oponente en la final | Resultado      |
| --- | ----------------------- | ------------- | ------------- | -------------------- | -------------- |
| 1.  | 11 de enero de 2014     | Hobart        | Dura          | Klára Zakopalová     | 6-4, 6-0       |
| 2.  | 11 de octubre de 2015   | Pekín         | Dura          | Timea Bacsinszky     | 7-5, 6-4       |
| 3.  | 4 de junio de 2016      | Roland Garros | Tierra batida | Serena Williams      | 7-5, 6-4       |
| 4.  | 15 de julio de 2017     | Wimbledon     | Hierba        | Venus Williams       | 7-5, 6-0       |
| 5.  | 20 de agosto de 2017    | Cincinnati    | Dura          | Simona Halep         | 6-1, 6-0       |
| 6.  | 8 de abril de 2018      | Monterrey     | Dura          | Tímea Babos          | 3-6, 6-4, 6-3  |
| 7.  | 7 de abril de 2019      | Monterrey     | Dura          | Victoria Azarenka    | 6-1, 3-1, ret. |
| 8.  | 13 de marzo de 2021     | Dubái         | Dura          | Barbora Krejčíková   | 7-6(6), 6-3    |
| 9.  | 3 de octubre de 2021    | Chicago II    | Dura          | Ons Jabeur           | 3-6, 6-3, 6-0  |
| 10. | 17 de noviembre de 2021 | WTA Finals    | Dura          | Anett Kontaveit      | 6-3, 7-5       |

#### Finalista (7)
| N.º | Fecha                 | Torneo               | Superficie | Oponente en la final | Resultado      |
| --- | --------------------- | -------------------- | ---------- | -------------------- | -------------- |
| 1.  | 1 de marzo de 2014    | Florianópolis        | Dura       | Klára Zakopalová     | 6-4, 5-7, 0-6  |
| 2.  | 11 de julio de 2015   | Wimbledon            | Hierba     | Serena Williams      | 4-6, 4-6       |
| 3.  | 3 de octubre de 2015  | Wuhan                | Dura       | Venus Williams       | 3-6, 0-3, ret. |
| 4.  | 18 de febrero de 2018 | Doha                 | Dura       | Petra Kvitová        | 6-3, 3-6, 4-6  |
| 5.  | 1 de febrero de 2020  | Abierto de Australia | Dura       | Sofia Kenin          | 6-4, 2-6, 2-6  |
| 6.  | 7 de febrero de 2021  | Melbourne II         | Dura       | Ashleigh Barty       | 6-7(3), 4-6    |
| 7.  | 6 de marzo de 2021    | Doha                 | Dura       | Petra Kvitová        | 2-6, 1-6       |

### Dobles (5)
| Leyenda                                |
| Grand Slam (0)                         |
| Juegos Olímpicos (0)                   |
| WTA Finals (0)                         |
| P. Mandatory & Premier 5, WTA 1000 (0) |
| Premier, WTA 500 (3)                   |
| International, WTA 250 (2)             |

| N.º | Fecha                    | Torneo           | Superficie    | Pareja             | Oponentes en la final            | Resultado        |
| --- | ------------------------ | ---------------- | ------------- | ------------------ | -------------------------------- | ---------------- |
| 1.  | 12 de enero de 2013      | Hobart           | Dura          | María Teresa Torró | Tímea Babos Mandy Minella        | 6-3, 7-6(5)      |
| 2.  | 27 de abril de 2014      | Marrakech        | Tierra batida | Romina Oprandi     | Katarzyna Piter Maryna Zanevska  | 4-6, 6-2, [11-9] |
| 3.  | 3 de agosto de 2014      | Stanford         | Dura          | Carla Suárez       | Paula Kania Kateřina Siniaková   | 6-2, 4-6, [10-5] |
| 4.  | 21 de junio de 2015      | Birmingham       | Hierba        | Carla Suárez       | Andrea Hlaváčková Lucie Hradecká | 6-4, 6-4         |
| 5.  | 26 de septiembre de 2015 | Tokio (Pacífico) | Dura          | Carla Suárez       | Hao-Ching Chan Yung-Jan Chan     | 7-5, 6-1         |

#### Finalista (5)
| N.º | Fecha                    | Torneo           | Superficie    | Pareja       | Oponentes en la final              | Resultado           |
| --- | ------------------------ | ---------------- | ------------- | ------------ | ---------------------------------- | ------------------- |
| 1.  | 10 de mayo de 2014       | Madrid           | Tierra batida | Carla Suárez | Sara Errani Roberta Vinci          | 4-6, 3-6            |
| 2.  | 21 de septiembre de 2014 | Tokio (Pacífico) | Dura          | Carla Suárez | Cara Black Sania Mirza             | 2-6, 5-7            |
| 3.  | 21 de febrero de 2015    | Dubái            | Dura          | Carla Suárez | Tímea Babos Kristina Mladenovic    | 3-6, 2-6            |
| 4.  | 9 de mayo de 2015        | Madrid           | Tierra batida | Carla Suárez | Casey Dellacqua Yaroslava Shvédova | 3-6, 7-6(4), [5-10] |
| 5.  | 1 de noviembre de 2015   | WTA Finals       | Dura (i)      | Carla Suárez | Martina Hingis Sania Mirza         | 0-6, 3-6            |

## Clasificación histórica
| Torneo                         | 2012           | 2013           | 2014           | 2015           | 2016            | 2017            | 2018            | 2019            | 2020            | 2021            | 2022         | 2023         | Títulos      | G-P   | %   |
| ------------------------------ | -------------- | -------------- | -------------- | -------------- | --------------- | --------------- | --------------- | --------------- | --------------- | --------------- | ------------ | ------------ | ------------ | ----- | --- |
| Torneos Grand Slam             |                |                |                |                |                 |                 |                 |                 |                 |                 |              |              |              |       |     |
| Abierto de Australia           | A              | 2R             | 4R             | 4R             | 3R              | CF              | 2R              | 4R              | F               | 4R              | 2R           | 1R           | 0 / 11       | 27-11 | 71% |
| Roland Garros                  | Q3             | 2R             | CF             | CF             | 'G'             | 4R              | SF              | 4R              | 3R              | 1R              | 1R           | ND           | 1 / 10       | 29-9  | 76% |
| Wimbledon                      | Q2             | 2R             | 1R             | F              | 2R              | 'G'             | 2R              | 1R              | ND              | 3R              | 1R           | ND           | 1 / 9        | 18-8  | 69% |
| US Open                        | 1R             | A              | 1R             | 2R             | 2R              | 4R              | 2R              | 1R              | 2R              | 4R              | 3R           | ND           | 0 / 10       | 12-10 | 54% |
| Ganados-Perdidos               | 0-1            | 3-3            | 7-4            | 14-4           | 11-3            | 17-3            | 8-4             | 6-4             | 9-3             | 8-4             | 3-4          | 0-1          | 2 / 40       | 86-38 | 69% |
| Representación Nacional        |                |                |                |                |                 |                 |                 |                 |                 |                 |              |              |              |       |     |
| Juegos Olímpicos               | A              | No celebrado   | No celebrado   | No celebrado   | 3R              | No celebrado    | No celebrado    | No celebrado    | No celebrado    | CF              | No celebrado | No celebrado | 0 / 2        | 5-2   | 71% |
| Copa Billie Jean King          | A              | A              | A              | WG2            | PO              | CF              | PO2             | PO              | A               | A               | A            | A            | 0 / 1        | 9-3   | 75% |
| Copa Hopman                    | A              | A              | A              | A              | A               | A               | A               | RR              | No celebrado    | No celebrado    | No celebrado | A            | 0 / 1        | 1-2   | 33% |
| Ganados-Perdidos               | 0-0            | 0-0            | 0-0            | 2-0            | 6-1             | 1-1             | 2-0             | 1-4             | 0-0             | 3-1             | 0-0          | 0-0          | 0 / 4        | 15-7  | 68% |
| Torneos Finales de año         |                |                |                |                |                 |                 |                 |                 |                 |                 |              |              |              |       |     |
| / WTA Finals                   | No clasificó   | No clasificó   | No clasificó   | SF             | RR              | RR              | No clasificó    | No clasificó    | ND              | 'G'             | A            | A            | 1 / 4        | 9-6   | 60% |
| WTA ToC / WTA Elite Trophy     | No clasificó   | No clasificó   | SF             | A              | A               | A               | SF              | DNQ             | No celebrado    | No celebrado    | No celebrado | A            | 0 / 2        | 5-2   | 71% |
| Ganados-Perdidos               | 0-0            | 0-0            | 3-1            | 3-1            | 1-2             | 1-2             | 2-1             | 0-0             | 0-0             | 4-1             | 1 / 6        | 14-8         | 60%          |       |     |
| Torneos WTA 1000               |                |                |                |                |                 |                 |                 |                 |                 |                 |              |              |              |       |     |
| Doha / Dubái                   | A              | A              | A              | SF             | CF              | 2R              | F               | 3R              | CF              | 'G'             | 1 / 7        | 20-6         | 77%          |       |     |
| Indian Wells                   | A              | 4R             | 2R             | 3R             | 2R              | CF              | 2R              | CF              | ND              | 2R              | 0 / 8        | 10-8         | 56%          |       |     |
| Miami                          | 4R             | 4R             | 2R             | 3R             | 4R              | 4R              | 4R              | 2R              | ND              | 4R              | 0 / 9        | 15-9         | 63%          |       |     |
| Madrid                         | 1R             | Q2             | 2R             | 2R             | 2R              | 1R              | 3R              | 1R              | ND              | A               | 0 / 7        | 5-7          | 42%          |       |     |
| Roma                           | A              | 2R             | 2R             | A              | SF              | SF              | 2R              | 3R              | SF              | 3R              | 0 / 8        | 16-8         | 67%          |       |     |
| Canadá                         | A              | A              | 2R             | 2R             | A               | CF              | A               | A               | ND              | 2R              | 0 / 4        | 3-4          | 43%          |       |     |
| Cincinnati                     | Q1             | A              | 1R             | 1R             | SF              | 'G'             | 2R              | 1R              | A               | 3R              | 1 / 7        | 9-6          | 60%          |       |     |
| Tokio / Wuhan                  | Q2             | A              | 3R             | F              | 2R              | CF              | 3R              | 2R              | ND              | ND              | 0 / 6        | 13-6         | 68%          |       |     |
| Pekín                          | Q1             | A              | 1R             | 'G'            | 3R              | 1R              | 2R              | 1R              | ND              | ND              | 1 / 6        | 8-5          | 62%          |       |     |
| Ganados-Perdidos               | 0-0            | 0-0            | 0-0            | 0-0            | 0-0             | 0-0             | 0-0             | 0-0             | 0-0             | 0-0             | 3 / 62       | 99-59        | 62%          |       |     |
| Torneos WTA 500                |                |                |                |                |                 |                 |                 |                 |                 |                 |              |              |              |       |     |
| Abu Dabi                       | No Celebrado   | No Celebrado   | No Celebrado   | No Celebrado   | No Celebrado    | Exhibición      | Exhibición      | Exhibición      | ND              | 3R              | 0 / 1        | 2-1          | 67%          |       |     |
| Brisbane                       | A              | A              | A              | A              | 2R              | SF              | 2R              | A               | A               | ND              | 0 / 3        | 3-3          | 50%          |       |     |
| Sídney/ Gippsland / Yarra V.*  | A              | A              | A              | CF             | A               | A               | CF              | 2R              | A               | F               | 0 / 4        | 8-2          | 80%          |       |     |
| Adelaida                       | No Celebrado   | No Celebrado   | No Celebrado   | No Celebrado   | No Celebrado    | No Celebrado    | No Celebrado    | No Celebrado    | A               | A               | 0 / 0        | 0-0          | 0%           |       |     |
| Amberes                        | No Celebrado   | No Celebrado   | No Celebrado   | A              | San Petersburgo | San Petersburgo | San Petersburgo | San Petersburgo | San Petersburgo | San Petersburgo | 0 / 0        | 0-0          | 0%           |       |     |
| San Petersburgo                | Amberes        | Amberes        | Amberes        | Amberes        | A               | A               | A               | A               | A               | A               | 0 / 0        | 0-0          | 0%           |       |     |
| Dubái / Doha                   | A              | A              | A              | 1R             | 2R              | 2R              | SF              | A               | CF              | F               | 0 / 6        | 8-6          | 57%          |       |     |
| Charleston                     | A              | A              | A              | A              | A               | A               | A               | A               | ND              | 3R              | 0 / 1        | 1-1          | 50%          |       |     |
| Stuttgart                      | A              | A              | A              | 2R             | CF              | 2R              | 2R              | A               | ND              | A               | 0 / 4        | 2-4          | 33%          |       |     |
| Birmingham                     | A              | A              | A              | 1R             | A               | SF              | 2R              | A               | ND              | A               | 0 / 3        | 4-3          | 57%          |       |     |
| Berlín                         | No Celebrado   | No Celebrado   | No Celebrado   | No Celebrado   | No Celebrado    | No Celebrado    | No Celebrado    | No Celebrado    | ND              | CF              | 0 / 1        | 2-1          | 67%          |       |     |
| Eastbourne                     | A              | A              | A              | 3R             | A               | 2R              | A               | A               | ND              | A               | 0 / 2        | 1-2          | 33%          |       |     |
| Stanford / San José            | A              | A              | CF             | A              | A               | SF              | A               | A               | ND              | A               | 0 / 2        | 4-2          | 66%          |       |     |
| Zhengzhou                      | No Celebrado   | No Celebrado   | Otra categoría | Otra categoría | Otra categoría  | Otra categoría  | Otra categoría  | A               | ND              | ND              | 0 / 0        | 0-0          | 0%           |       |     |
| Tokio                          | Otra categoría | Otra categoría | SF             | CF             | CF              | SF              | 2R              | 1R              | ND              | ND              | 0 / 6        | 8-6          | 57%          |       |     |
| Chicago                        | No Celebrado   | No Celebrado   | No Celebrado   | No Celebrado   | No Celebrado    | No Celebrado    | No Celebrado    | No Celebrado    | No Celebrado    | 'G'             | 1 / 1        | 3-0          | 100%         |       |     |
| Moscú                          | A              | A              | A              | A              | A               | A               | A               | A               | ND              | CF              | 0 / 1        | 1-1          | 50%          |       |     |
| Ganados-Perdidos               | 0-0            | 0-0            | 0-0            | 0-0            | 0-0             | 0-0             | 0-0             | 0-0             | 0-0             | 0-0             | 1 / 35       | 47-32        | 59%          |       |     |
| Estadísticas                   |                |                |                |                |                 |                 |                 |                 |                 |                 |              |              |              |       |     |
| Torneos jugados                | 8              | 12             | 23             | 20             | 20              | 21              | 22              | 16              | 8               | 19              | 169          | 169          | 169          |       |     |
| Finales alcanzadas             | 0              | 0              | 2              | 3              | 1               | 2               | 2               | 1               | 1               | 5               | 17           | 17           | 17           |       |     |
| Torneos ganados                | 0              | 0              | 1              | 1              | 1               | 2               | 1               | 1               | 0               | 3               | 10           | 10           | 10           |       |     |
| Dura ganados-perdidos          | 3-4            | 8-6            | 27-15          | 27-12          | 20-15           | 31-15           | 24-14           | 17-12           | 17-5            | 34-12           | 7 / 116      | 208–110      | 65%          |       |     |
| Tierra batida ganados-perdidos | 3-3            | 2-4            | 9-4            | 7-4            | 14-3            | 6-4             | 7-4             | 5-3             | 6-2             | 3-3             | 1 / 35       | 62–34        | 65%          |       |     |
| Hierba ganados-perdidos        | 0-1            | 4-2            | 2-2            | 7-3            | 1-2             | 10-2            | 2-2             | 0-1             | 0-0             | 4-2             | 1 / 18       | 30-17        | 64%          |       |     |
| Ganados-perdidos               | 6-8            | 14-12          | 38-21          | 41-19          | 35-20           | 47-21           | 33-20           | 22-16           | 23-7            | 41-17           | 9/ 169       | 300-161      | 65%          |       |     |
| Victorias (%)                  | 43%            | 54%            | 64%            | 68%            | 64%             | 69%             | 62%             | 58%             | 77%             | 71%             | 65,07%       | 65,07%       | 65,07%       |       |     |
| Ranking WTA                    | 104            | 64             | 21             | 3              | 7               | 2               | 18              | 36              | 15              | 3               | $ 24,006,672 | $ 24,006,672 | $ 24,006,672 |       |     |

Notas
1. ↑  El primer evento Premier 5 del año se ha ido turnando entre Dubái y Doha desde 2009. Dubái estuvo clasificado como Premier 5 de 2009 a 2011 y luego lo estuvo Doha de 2012 a 2014. Desde 2015 ambos torneos empezaron alternar dicha categoría anualmente, intercambiando entre Premier 5 y Premier, empezando por Dubái ese año.
2. ↑  En 2014, el Premier de Tokio fue degradado a categoría WTA Premier y sustituido por el Premier de Wuhan.

## ITF (8; 7+1)

### Individual: 13 (7-6)
| torneo $100 000 |
| torneo $75 000  |
| torneo $50 000  |
| torneo $25 000  |
| torneo $10 000  |

| Posición  | N.º | Fecha                    | Torneo                       | Superficie | Oponente                | Resultado           |
| --------- | --- | ------------------------ | ---------------------------- | ---------- | ----------------------- | ------------------- |
| Finalista | 1.  | 17 de mayo de 2009       | Antalya, Turquía             | Tierra     | Amanda Carreras         | 5-7, 5-7            |
| Ganadora  | 2.  | 20 de diciembre de 2009  | Vinaroz, España              | Tierra     | Ema Burgić              | 6-2, 3-0, ret.      |
| Finalista | 3.  | 7 de febrero de 2010     | Mallorca, España             | Tierra     | Viktoria Kamenskaya     | 6-7(4), 6-3, 2-6    |
| Ganadora  | 4.  | 14 de febrero de 2010    | Mallorca, España             | Tierra     | Katarzyna Kawa          | 3-6, 6-2, 6-0       |
| Finalista | 5.  | 27 de marzo de 2011      | Antalya, Turquía             | Tierra     | Réka-Luca Jani          | 2-6, 1-6            |
| Ganadora  | 6.  | 24 de abril de 2011      | Torrent, España              | Tierra     | Marina Giral Lores      | 6-1, 6-3            |
| Ganadora  | 7.  | 19 de junio de 2011      | Montemor-o-Novo, Portugal    | Tierra     | Andrea Gámiz            | 6-4, 6-4            |
| Finalista | 8.  | 25 de junio de 2011      | Alcobaca, Portugal           | Tierra     | Victoria Larrière       | 3-6, 6-3, 3-6       |
| Ganadora  | 9.  | 17 de julio de 2011      | Cáceres, España              | Dura       | Çağla Büyükakçay        | 6-4, 6-3            |
| Finalista | 10. | 18 de septiembre de 2011 | Mestre, Italia               | Tierra     | Mona Barthel            | 5-7, 2-6            |
| Ganadora  | 11. | 13 de noviembre de 2011  | Benicarló, España            | Tierra     | Elitsa Kostova          | 7-6(3), 6-7(4), 6-3 |
| Ganadora  | 12. | 18 de marzo de 2012      | Clearwater, Florida, EE. UU. | Dura       | Grace Min               | 6-0, 6-1            |
| Finalista | 13. | 22 de julio de 2012      | Bucarest, Rumanía            | Tierra     | María Teresa Torró Flor | 3-6, 6-4, 4-6       |

### Dobles: 2 (1-1)
| torneo $100 000 |
| torneo $75 000  |
| torneo $50 000  |
| torneo $25 000  |
| torneo $10 000  |

| Posición  | N.º | Fecha                    | Torneo                            | Superficie | Pareja         | Oponente                            | Resultado |
| --------- | --- | ------------------------ | --------------------------------- | ---------- | -------------- | ----------------------------------- | --------- |
| Finalista | 1.  | 20 de septiembre de 2009 | Lérida, España                    | Tierra     | Ximena Hermoso | Sofia Kvatsabaia Avgusta Tsybysheva | 3-6, 2-6  |
| Ganadora  | 2.  | 11 de octubre de 2009    | Las Franquesas del Vallés, España | Tierra     | Ximena Hermoso | Efrat Mishor Anna Zaja              | 6-4, 6-2  |

## Estadísticas ante otras jugadoras

### Cara a cara contra otras jugadoras
El récord de victorias y derrotas de Muguruza contra ciertas jugadoras que han sido clasificadas en el Top 10 o superior en algún momento es el siguiente:
| Jugadora            | Mejor Ranking | Récord | Ganados% | Dura | Arcilla | Hierba | Último partido                                                  |
| Caroline Garcia     | 4             | 4–0    | 100%     | 4–0  | 0–0     | 0–0    | Victoria (7–5, 6–2) en el 'Masters de Cincinnati 2021'          |
| Flavia Pennetta     | 6             | 3–0    | 100%     | 2–0  | 1–0     | 0–0    | Victoria (6–3, 6–4) en el Torneo de Roland Garros 2015          |
| Dominika Cibulková  | 4             | 3–0    | 100%     | 2–0  | 0–0     | 1–0    | Victoria (6–7, 6–3, 7–5) en el Masters de Miami 2016            |
| Daniela Hantuchová  | 5             | 2–0    | 100%     | 2–0  | 0–0     | 0–0    | Victoria (6–3, 6-4) en el 'Abierto de Australia 2015'           |
| Vera Zvonariova     | 2             | 1–0    | 100%     | 1–0  | 0–0     | 0–0    | Victoria (6–4, 6–3) en el Masters de Miami 2012                 |
| Kim Clijsters       | 1             | 1–0    | 100%     | 1–0  | 0–0     | 0–0    | Victoria (6-2, 7–6(8–6)) en el 'Torneo de Dubái 2020'           |
| Ana Ivanović        | 1             | 1–0    | 100%     | 1–0  | 0–0     | 0–0    | Victoria (4-6, 6–1, 6–0) en el Premier de Wuhan 2015            |
| Roberta Vinci       | 7             | 1–0    | 100%     | 0–0  | 1–0     | 0–0    | Victoria (6–2, 6–2) en el Fed Cup 2016                          |
| Iga Świątek         | 1             | 1–0    | 100%     | 1–0  | 0–0     | 0–0    | Victoria (6-0, 6-4) en el 'Torneo de Dubái 2021'                |
| Paula Badosa        | 2             | 1–0    | 100%     | 1–0  | 0–0     | 0–0    | Victoria (6-3, 6-3) en el WTA Finals 2021                       |
| Svetlana Kuznetsova | 2             | 6–1    | 86%      | 3–0  | 2–1     | 1–0    | Victoria (7–6(7–0), 6-2) en el Torneo de Roland Garros 2018     |
| Timea Bacsinszky    | 9             | 5–1    | 83%      | 3–0  | 1–1     | 1–0    | Victoria (7–6(7–5), 6-2) en el 'Abierto de Australia 2019'      |
| Jeļena Ostapenko    | 5             | 3–1    | 75%      | 1–1  | 2–0     | 0–0    | Victoria (6–3, 6–4) en el WTA Finals 2017                       |
| Samantha Stosur     | 4             | 3–1    | 75%      | 1–0  | 2–1     | 0–0    | Victoria (6-0, 6-2) en el Torneo de Roland Garros 2018          |
| Yekaterina Makárova | 8             | 4–2    | 67%      | 3–1  | 1–0     | 0–1    | Victoria (6-4, 6-0) en el 'Torneo de Pekín 2018'                |
| Anett Kontaveit     | 7             | 4–2    | 67%      | 3–1  | 1–1     | 0–0    | Victoria (6–3, 7–5) en el WTA Finals 2021                       |
| Francesca Schiavone | 4             | 2–1    | 67%      | 0–0  | 2–1     | 0–0    | Victoria (6–2, 6–4) en el Torneo de Roland Garros 2017          |
| Carla Suárez        | 6             | 2–1    | 67%      | 2–1  | 0–0     | 0–0    | Victoria (6-3, 6-4) en el Torneo de Sídney 2019                 |
| Aryna Sabalenka     | 2             | 2–1    | 67%      | 2–1  | 0–0     | 0–0    | Victoria (3-6, 6-3, 6-2) en el 'Torneo de Dubái 2021'           |
| Ons Jabeur          | 7             | 2–1    | 67%      | 2–0  | 0–0     | 0–1    | Victoria (3-6, 6-3, 6-0) en el 'Torneo de Chicago 2021'         |
| Angelique Kerber    | 1             | 5–3    | 62%      | 2–3  | 1–0     | 2–0    | Victoria (4–6, 6–4, 6–4) en el Campeonato de Wimbledon 2017     |
| Daria Kasátkina     | 10            | 3–2    | 60%      | 2–1  | 1–1     | 0–0    | Victoria (7–5, 5–7, 6–3) en el 'Torneo de Catar 2020'           |
| Jelena Janković     | 1             | 3–2    | 60%      | 3–1  | 0–1     | 0–0    | Derrota (4–6, 6–72–7) en el Premier de Wuhan 2016               |
| Johanna Konta       | 4             | 3–2    | 60%      | 2–1  | 1–0     | 0–1    | Victoria (6-4, 6-1) en el 'Masters de Roma 2020'                |
| Victoria Azarenka   | 1             | 3–2    | 60%      | 2–1  | 1–1     | 0–0    | Victoria (walk over) en el 'Torneo de Chicago 2021'             |
| Simona Halep        | 1             | 4–3    | 57%      | 4–0  | 0–3     | 0–0    | Derrota (3-6, 6-4, 4-6) en el Masters de Roma 2020              |
| Agnieszka Radwańska | 2             | 4–4    | 50%      | 3–4  | 0–0     | 1–0    | Derrota (6-71-7, 3-6) en el WTA Finals 2016                     |
| Caroline Wozniacki  | 1             | 3–3    | 50%      | 2–3  | 0–0     | 1–0    | Derrota (2–6, 0–6) en el Premier de Tokio 2017                  |
| Kiki Bertens        | 4             | 3–3    | 50%      | 3–0  | 0–3     | 0–0    | Victoria (6-3, 6-3) en el Abierto de Australia 2020             |
| Serena Williams     | 1             | 3–3    | 50%      | 1–2  | 2–0     | 0–1    | Victoria (6-3, 1-0 ret.) en el 'Masters de Indian Wells 2019'   |
| Sara Errani         | 5             | 2–2    | 50%      | 2–2  | 0–0     | 0–0    | Derrota (6–4, 4–6, 1-6) en el Masters de Miami 2015             |
| Sloane Stephens     | 3             | 2–2    | 50%      | 1–1  | 1–1     | 0–0    | Victoria (6–3, 6–3) en el 'Masters de Roma 2020'                |
| Kristina Mladenovic | 10            | 2–2    | 50%      | 2–0  | 0–2     | 0–0    | Victoria (6-2, 6-4) en el 'Torneo de Abu Dabi 2021'             |
| Barbora Krejčíková  | 3             | 2–2    | 50%      | 2–2  | 0–0     | 0-0    | Victoria (2-6, 6–3, 6–4) en el WTA Finals 2021                  |
| Julia Görges        | 9             | 1–1    | 50%      | 1–1  | 0–0     | 0–0    | Victoria (7–5, 6–4) en el Masters de Roma 2017                  |
| María Sákkari       | 6             | 1–1    | 50%      | 1–1  | 0–0     | 0–0    | Victoria(6-3, 6-1) en el Torneo de Catar 2021                   |
| Belinda Bencic      | 4             | 1–1    | 50%      | 1–1  | 0–0     | 0–0    | Victoria (6-2, 6-4) en el 'Premier de Tokio 2018'               |
| Lucie Šafářová      | 5             | 1–1    | 50%      | 1–0  | 0–1     | 0–0    | Victoria (6-3, 7-67-4) en el WTA Finals 2015                    |
| Coco Vandeweghe     | 10            | 2–3    | 40%      | 1–1  | 0–0     | 1–2    | Victoria (4-6, 6-4, ret.) en el Torneo de Birmingham 2017       |
| Elina Svitólina     | 3             | 5–7    | 35%      | 2–5  | 2–2     | 1–0    | Derrota (4-6, 2-6) en el 'Masters de Roma 2021'                 |
| Venus Williams      | 1             | 2–4    | 33%      | 0–4  | 1–0     | 1–0    | Derrota (5–7, 4–6) en el WTA Finals 2017                        |
| Sofia Kenin         | 4             | 1–2    | 33%      | 1–2  | 0–0     | 0–0    | Victoria (6-2, 6-2) en el Yarra Valley Classic 2021             |
| Ashleigh Barty      | 1             | 1–3    | 25%      | 1–2  | 0–0     | 0–1    | Derrota (6–7(7–3), 4–6) en el 'Yarra Valley Classic 2021'       |
| María Sharápova     | 1             | 1–3    | 25%      | 0–1  | 0–2     | 0–0    | Victoria (6-2, 6-1) en el Torneo de Roland Garros 2018          |
| Andrea Petković     | 9             | 1–3    | 25%      | 1–3  | 0–0     | 0–0    | Victoria (6-4, 6-2) en el 'Abierto de Estados Unidos 2021'      |
| Madison Keys        | 7             | 1–4    | 20%      | 1–3  | 0–1     | 0–0    | Derrota (7–67-4 ,6–77-5,4-6) en el Masters de Cincinnati 2019   |
| Karolína Plíšková   | 1             | 2–9    | 18%      | 1–9  | 1–0     | 0–0    | Derrota (6-4, 2-6, 6-7(6)) en el WTA Finals 2021                |
| Petra Kvitová       | 2             | 1–5    | 17%      | 1–4  | 0–1     | 0–0    | Derrota (2-6, 1-6) en el Torneo de Catar 2021                   |
| Kimiko Date-Krumm   | 4             | 0–1    | 0%       | 0–1  | 0–0     | 0–0    | Derrota (7-69–7, 5–7, 6–76–8) en el Torneo de Pattaya City 2014 |
| Naomi Osaka         | 1             | 0–1    | 0%       | 0–1  | 0–0     | 0–0    | Derrota (6-4, 4-6, 5-7) en el Abierto de Australia 2021         |
| Na Li               | 2             | 0–2    | 0%       | 0–1  | 0–1     | 0–0    | Derrota (6–7, 2–66–8) en el Masters de Miami 2013               |
| Bianca Andreescu    | 4             | 0–2    | 0%       | 0–2  | 0–0     | 0–0    | Derrota (6-3, 3-6, 2-6) en el Masters de Miami 2021             |

  Actualizado por última vez el 16-11-2021

### Victorias sobres números 1
| Resultado        | # | Jugadora          | Evento             | Superficie    | Ronda | Resultado     |
| ---------------- | - | ----------------- | ------------------ | ------------- | ----- | ------------- |
| Cuartos de final | 1 | Serena Williams   | Roland Garros 2014 | Tierra batida | 2R    | 6-2, 6-2      |
| Campeona         | 1 | Serena Williams   | Roland Garros 2016 | Tierra batida | F     | 7-5, 6-4      |
| Campeona         | 1 | Angelique Kerber  | Wimbledon 2017     | Hierba        | 4R    | 4-6, 6-4, 6-4 |
| Campeona         | 1 | Karolína Plíšková | Cincinnati 2017    | Dura          | SF    | 6-3, 6-2      |

### Victorias sobre Top 10 por temporada
| Temporada | 2012 | 2013 | 2014 | 2015 | 2016 | 2017 | 2018 | 2019 | 2020 | 2021 | Total |
| Victorias | 1    | 1    | 3    | 10   | 4    | 8    | 2    | 3    | 3    | 7    | 42    |

| #      | Jugadora            | Ranking | Evento                                                | Superficie | Ronda            | Resultado         |
| ------ | ------------------- | ------- | ----------------------------------------------------- | ---------- | ---------------- | ----------------- |
| 2012   |                     |         |                                                       |            |                  |                   |
| 1.     | Vera Zvonareva      | N.º 9   | Masters de Miami, Miami, Estados Unidos               | Dura       | Segunda ronda    | 6-4, 6-3          |
| 2013   |                     |         |                                                       |            |                  |                   |
| 2.     | Caroline Wozniacki  | N.º 9   | Masters de Miami, Miami, Estados Unidos               | Dura       | Tercera ronda    | 6-2, 6-4          |
| 2014   |                     |         |                                                       |            |                  |                   |
| 3.     | Caroline Wozniacki  | N.º 10  | Abierto de Australia, Melbourne, Australia            | Dura       | Tercera ronda    | 4-6, 7-5, 6-3     |
| 4.     | Serena Williams     | N.º 1   | Roland Garros, París, Francia                         | Arcilla    | Segunda ronda    | 6-2, 6-2          |
| 5.     | Simona Halep        | N.º 2   | Premier de Wuhan, Wuhan, China                        | Dura       | Segunda ronda    | 2-6, 6-2, 6-3     |
| 2015   |                     |         |                                                       |            |                  |                   |
| 6.     | Agnieszka Radwańska | N.º 6   | Torneo de Sídney, Sídney, Australia                   | Dura       | Segunda ronda    | 3-6, 7-6(4), 6-2  |
| 7.     | Simona Halep        | N.º 3   | Fed Cup, Galați, Rumanía                              | Dura (i)   | WG II            | 6-4, 6-3          |
| 8.     | Agnieszka Radwańska | N.º 8   | Torneo de Dubái, Dubái, EAU                           | Dura       | Tercera ronda    | 6-4, 6-2          |
| 9.     | Angelique Kerber    | N.º 10  | Campeonato de Wimbledon, Londres, Reino Unido         | Hierba     | Tercera ronda    | 7-6(12), 1-6, 6-2 |
| 10.    | Caroline Wozniacki  | N.º 5   | Campeonato de Wimbledon, Londres, Reino Unido         | Hierba     | Cuarta ronda     | 6-4, 6-4          |
| 11.    | Ana Ivanović        | N.º 9   | Premier de Wuhan, Wuhan, China                        | Dura       | Tercera ronda    | 4-6, 6-1, 6-0     |
| 12.    | Agnieszka Radwańska | N.º 8   | Torneo de Pekín, Pekín, China                         | Dura       | Semifinales      | 4-6, 6-3, 6-4     |
| 13.    | Lucie Šafářová      | N.º 9   | WTA Finals, Singapur                                  | Dura (i)   | Round robin      | 6-3, 7-6(4)       |
| 14.    | Angelique Kerber    | N.º 7   | WTA Finals, Singapur                                  | Dura (i)   | Round robin      | 6-4, 6-4          |
| 15.    | Petra Kvitová       | N.º 5   | WTA Finals, Singapur                                  | Dura (i)   | Round robin      | 6-4, 4-6, 7-5     |
| 2016   |                     |         |                                                       |            |                  |                   |
| 16.    | Roberta Vinci       | N.º 8   | Fed Cup, Lérida, España                               | Arcilla    | PO (WG)          | 6-2, 6-2          |
| 17.    | Timea Bacsinszky    | N.º 10  | Masters de Roma, Roma, Italia                         | Arcilla    | Cuartos de final | 7-5, 6-2          |
| 18.    | Serena Williams     | N.º 1   | Roland Garros, París, Francia                         | Arcilla    | Final            | 7-5, 6-4          |
| 19.    | Svetlana Kuznetsova | N.º 9   | WTA Finals, Singapur                                  | Dura (i)   | Round robin      | 3-6, 6-0, 6-1     |
| 2017   |                     |         |                                                       |            |                  |                   |
| 20.    | Svetlana Kuznetsova | N.º 9   | Torneo de Brisbane, Brisbane, Australia               | Dura       | Cuartos de final | 7-5, 6-4          |
| 21.    | Elina Svitólina     | N.º 10  | Masters de Indian Wells, Indian Wells, Estados Unidos | Dura       | Cuarta ronda     | 7-6(5), 1-6, 6-0  |
| 22.    | Angelique Kerber    | N.º 1   | Campeonato de Wimbledon, Londres, Reino Unido         | Hierba     | Cuarta ronda     | 4-6, 6-4, 6-4     |
| 23.    | Svetlana Kuznetsova | N.º 8   | Campeonato de Wimbledon, Londres, Reino Unido         | Hierba     | Cuartos de final | 6-3, 6-4          |
| 24.    | Svetlana Kuznetsova | N.º 8   | Masters de Cincinnati, Cincinnati, Estados Unidos     | Dura       | Cuartos de final | 6-2, 5-7, 7-5     |
| 25.    | Karolína Plíšková   | N.º 1   | Masters de Cincinnati, Cincinnati, Estados Unidos     | Dura       | Semifinales      | 6-3, 6-2          |
| 26.    | Simona Halep        | N.º 2   | Masters de Cincinnati, Cincinnati, Estados Unidos     | Dura       | Final            | 6-1, 6-0          |
| 27.    | Jeļena Ostapenko    | N.º 7   | WTA Finals, Singapur                                  | Dura (i)   | Round robin      | 6-3, 6-4          |
| 2018   |                     |         |                                                       |            |                  |                   |
| 28.    | Caroline Garcia     | N.º 7   | Torneo de Catar, Doha, Catar                          | Dura       | Cuartos de final | 3-6, 6-1, 6-4     |
| 29.    | Caroline Garcia     | N.º 7   | Torneo de Dubái, Dubái, EAU                           | Dura       | Cuartos de final | 7-5, 6-2          |
| 2019   |                     |         |                                                       |            |                  |                   |
| 30.    | Serena Williams     | N.º 10  | Masters de Indian Wells, Indian Wells, Estados Unidos | Dura       | Tercera ronda    | 6-3, 1-0 ret.     |
| 31.    | Kiki Bertens        | N.º 7   | Masters de Indian Wells, Indian Wells, Estados Unidos | Dura       | Cuarta ronda     | 5-7, 6-1, 6-4     |
| 32.    | Elina Svitólina     | N.º 9   | Roland Garros, París, Francia                         | Arcilla    | Tercera ronda    | 6-3, 6-3          |
| 2020   |                     |         |                                                       |            |                  |                   |
| 33.    | Elina Svitólina     | N.º 5   | Abierto de Australia, Melbourne, Australia            | Dura       | Tercera ronda    | 6-1, 6-2          |
| 34.    | Kiki Bertens        | N.º 10  | Abierto de Australia, Melbourne, Australia            | Dura       | Cuarta ronda     | 6-3, 6-3          |
| 35.    | Simona Halep        | N.º 3   | Abierto de Australia, Melbourne, Australia            | Dura       | Semifinales      | 7-6(8), 7-5       |
| '2021' |                     |         |                                                       |            |                  |                   |
| 36.    | Sofia Kenin         | N.º 4   | Yarra Valley Classic, Melbourne, Australia            | Dura       | Cuartos de final | 6-2, 6-2          |
| 37.    | Aryna Sabalenka     | N.º 8   | Torneo de Catar, Doha, Catar                          | Dura       | Segunda ronda    | 6-2, 6-7(5), 6-3  |
| 38.    | Aryna Sabalenka     | N.º 8   | Torneo de Dubái, Dubái, Emiratos Árabes Unidos        | Dura       | Cuartos de final | 3-6, 6-3, 6-2     |
| 39.    | Barbora Krejčíková  | N.º 3   | WTA Finals, Guadalajara, México                       | Dura       | Round robin      | 2-6, 6-3, 6-4     |
| 40.    | Anett Kontaveit     | N.º 8   | WTA Finals, Guadalajara, México                       | Dura       | Round robin      | 6-4, 6-4          |
| 41.    | Paula Badosa        | N.º 10  | WTA Finals, Guadalajara, México                       | Dura       | Semifinales      | 6-3, 6-3          |
| 42.    | Anett Kontaveit     | N.º 8   | WTA Finals, Guadalajara, México                       | Dura       | Final            | 6-3, 7-5          |

## Distinciones y premios
| Distinción                                        | Año  |
| ------------------------------------------------- | ---- |
| Medalla de Bronce–Real Orden del Mérito Deportivo | 2015 |
| Premio                                            | Año  |
| Jugadora del Año–WTA                              | 2017 |
| Jugadora del Año–ITF                              | 2017 |
| Nominada a Deportista del Año–Laureus             | 2018 |

## Vida personal
Desde finales del 2022, estuvo en una relación con el empresario portugués Arthur Borges, en el 2023, anunciaron su compromiso matrimonial y en octubre del 2024, se casaron.